# Gulfstream G280
Die Gulfstream G280 ist ein Super Midsize Geschäftsreiseflugzeug des Herstellers Gulfstream Aerospace.

## Geschichte
Die G280 ist der Nachfolger der Gulfstream G200. Wie ihr Vorgänger wird sie ebenfalls in Zusammenarbeit mit der israelischen Firma I.A.I. gebaut, wobei IAI die Grund- und Gulfstream die Innenausrüstung übernimmt. An dem Flugzeug wird seit 2005 gearbeitet. Testpilot Ronen Schapira startete am 11. Dezember 2009 vom Ben Gurion International Airport zum Erstflug der G280. Der Testflug dauerte drei Stunden und 21 Minuten. Die ersten Maschinen sollten nach der geplanten Musterzulassung im Jahr 2011 noch im gleichen Jahr ausgeliefert werden. Als Preis sind 24 Mio. Dollar geplant. Ursprünglich als G250 benannt, gab der Hersteller im Juli 2011 bekannt, das Flugzeug in G280 umzubenennen, da die Zahlenkombination „250“ in Mandarin als „dumm“ oder „idiotisch“ gelesen werden kann. Die Zulassung durch die Federal Aviation Administration und des israelischen Pendant CAAI erfolgte am 4. September 2011, welcher als Indienststellungszeitpunkt angesehen werden kann.

## Technik
Von der G200 übernimmt die G280 größtenteils nur den Rumpf, wobei der Rumpftank weggelassen (mit nun 9200 Litern etwa 250 Liter weniger als die G200) und so 40 cm Kabinenlänge gewonnen wurden. Dies kommt unter anderem dem vergrößerten Wasch- und Toilettenbereich zugute. Weiterhin werden sie mit Tragflächen (von Spirit AeroSystem) mit einem verbesserten Profil und größeren Winglets ausgestattet, das Kreuz- durch ein T-Leitwerk ersetzt und neuen Triebwerken vom Typ Honeywell HTF7250G mit 25 % mehr Leistung und geringerem Verbrauch sowie weniger Geräuschentwicklung ausgestattet. Als Avionik kommt ein Paket auf Basis des Pro Line Fusion von Rockwell Collins mit drei Bildschirmen mit 38 cm Diagonale zum Einsatz. Als Option sind ein Head-Up-Display und ein 3D-Wetterradar erhältlich.

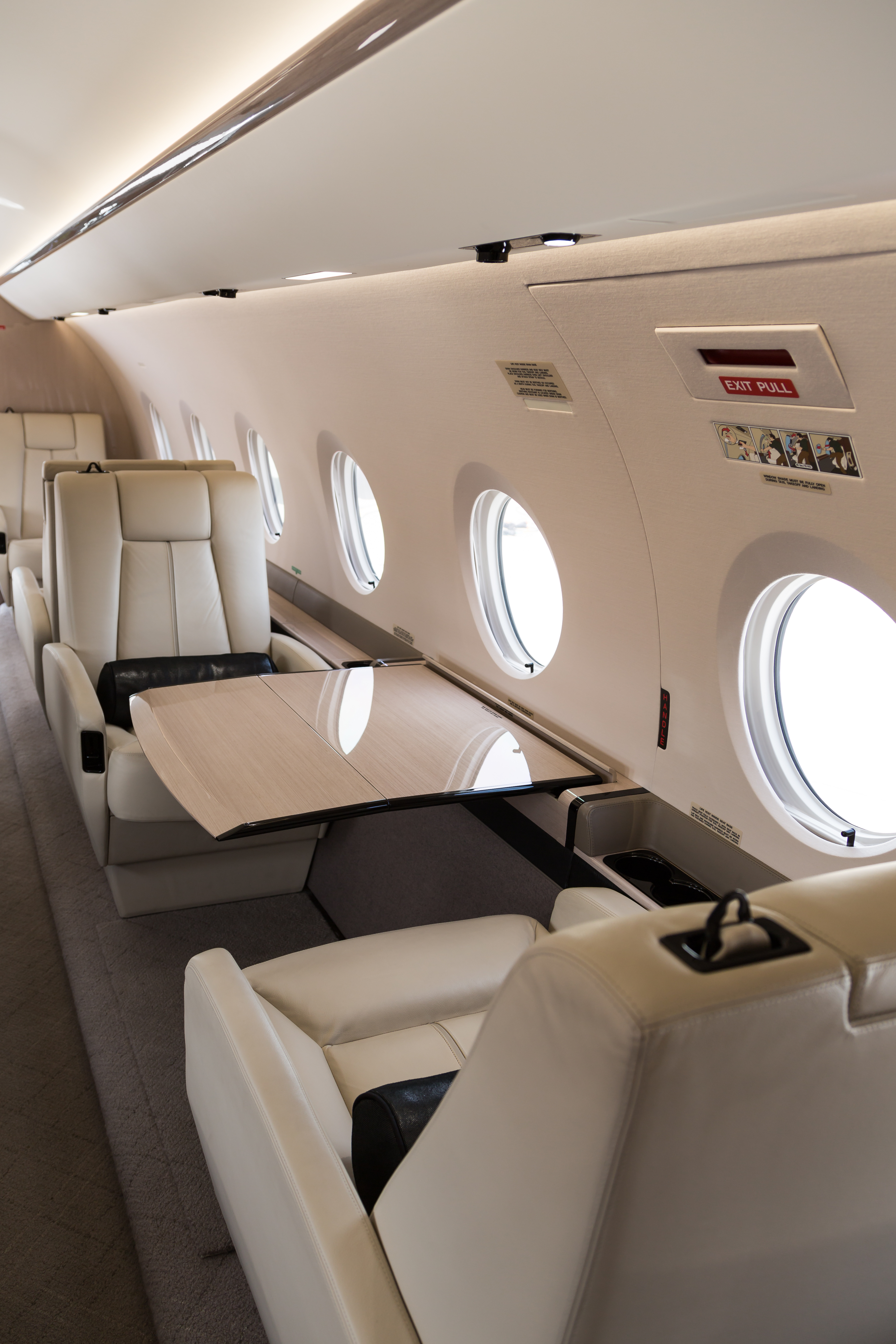
Sitzgruppe im Inneren

## Technische Daten
| Kenngröße               | Daten                                                              |
| ----------------------- | ------------------------------------------------------------------ |
| Länge:                  | 20,30 m                                                            |
| Spannweite:             | 19,20 m                                                            |
| Höhe:                   | 6,50 m                                                             |
| Maximales Startgewicht: | 17.960 kg                                                          |
| Maximales Landegewicht: | 14.832 kg                                                          |
| Maximale Nutzlast:      | 1.837 kg                                                           |
| Passagiere:             | bis 10                                                             |
| Besatzung:              | 2                                                                  |
| Höchstgeschwindigkeit:  | 870 km/h                                                           |
| Reisegeschwindigkeit:   | 850 km/h                                                           |
| Dienstgipfelhöhe:       | 13.716 m                                                           |
| Steigzeit auf 12.500 m: | unter 20 min                                                       |
| Reichweite:             | 6.300 km (bei Mach 0,8)                                            |
| Startstrecke:           | 1.511 m (bei max. Startmasse unter ISA-Bedingungen)                |
| Triebwerke:             | Zwei Honeywell HTF7250G Mantelstromtriebwerke mit je 33,2 kN Schub |